# Sänningstjärnen (Hassela socken, Hälsingland)
Sänningstjärnen är en sjö i Nordanstigs kommun i Hälsingland och ingår i Gnarpsåns huvudavrinningsområde. Sjön har en area på 0,141 kvadratkilometer och ligger 238 meter över havet. Sjön avvattnas av vattendraget Gnarpsån (Annån).

## Delavrinningsområde
Sänningstjärnen ingår i det delavrinningsområde (689095-155685) som SMHI kallar för Ovan 688998-156085. Medelhöjden är 243 meter över havet och ytan är 16,55 kvadratkilometer. Det finns inga avrinningsområden uppströms utan avrinningsområdet är högsta punkten. Avrinningsområdets utflöde Gnarpsån (Annån) mynnar i havet. Avrinningsområdet består mestadels av skog (87 procent). Avrinningsområdet har 0,14 kvadratkilometer vattenytor vilket ger det en sjöprocent på 0,8 procent.